# 검은땃쥐 (사향땃쥐속)
검은땃쥐(학명: Suncus ater, 영어명: Black shrew)는 땃쥐과 흰이땃쥐아과에 속하는 포유류이다. 보르네오섬 말레이시아 사바주의 키나발루산에서만 발견된다. 서식지 감소와 제한된 분포 지역때문에 멸종 위급종으로 분류하고 있다.